# Cipaisan
Cipaisan is een bestuurslaag in het regentschap Purwakarta van de provincie West-Java, Indonesië. Cipaisan telt 11.986 inwoners (volkstelling 2010).